# Pauly Shore

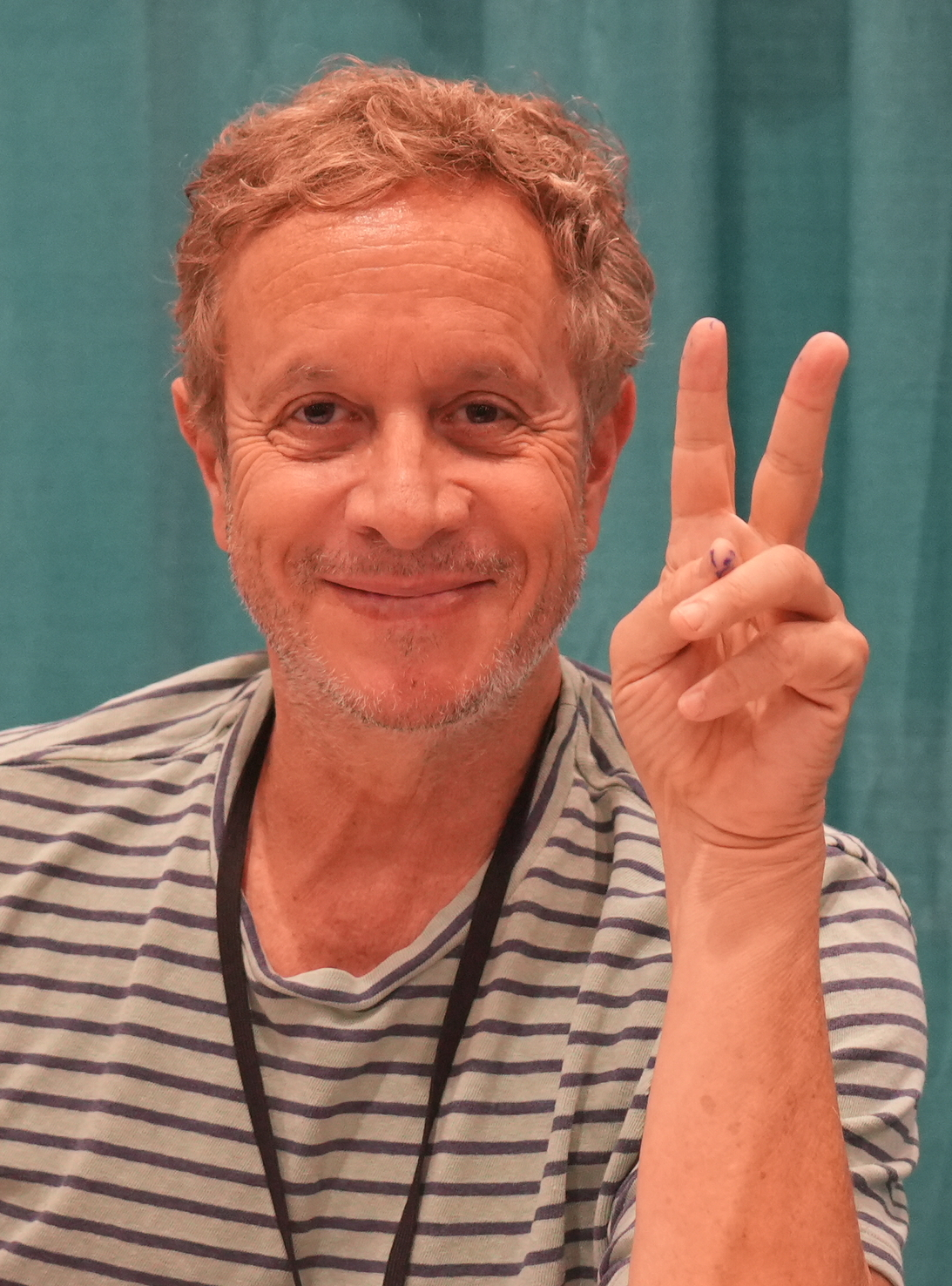
Pauly Shore (2024)

Paul Montgomery „Pauly“ Shore (* 1. Februar 1968 in Los Angeles) ist ein US-amerikanischer Comedian und Schauspieler.

## Leben
Pauly Shore ist der Sohn von Sam und Mitzi Shore, den Gründern des Comedy-Clubs The Comedy Store. Geboren in Hollywood, wuchs er in Beverly Hills auf. 1986 schloss er die High School ab.
Shore trat als Stand-Up-Comedian auf und hatte in den späten 1980er Jahren kleinere Rollen in mehreren Filmen und Fernsehserien. Einem breiteren Publikum wurde er 1989 als MTV-Moderator bekannt. Er hatte seine eigene Show, Totally Pauly, in der er auch sein Markenzeichen, The Weasel („das Wiesel“), erfand, eine Parodie auf einen selbstverliebten, exzentrischen und verplanten, aber letztlich liebenswürdigen Surfer. 1994 endete seine Zeit bei MTV. Populär wurde Shore jedoch vor allem durch seine Rollen in Filmkomödien Anfang der 1990er Jahre.
Mit Steinzeit Junior aus dem Jahr 1992 gelang ihm der endgültige Durchbruch auf der Kinoleinwand, obwohl er für seine schauspielerischen Leistungen in diesem Film auch mit der Goldenen Himbeere ausgezeichnet wurde. Spätere Filme waren weniger erfolgreich und seinem steilen Aufstieg folgte ein allmählicher Abstieg. 1997 wurde seine TV-Comedyserie Pauly nach nur einer Folge von FOX eingestellt. Schließlich erhielt er die Goldene Himbeere in der Kategorie „Schlechtester Newcomer des Jahrzehnts“. Die späten 1990er, als lukrative Filmangebote ausblieben, verbrachte Shore vor allem als Synchronsprecher.
Einen bei Kritikern und Fans beachteten Comebackversuch startete er im Jahr 2003 mit seiner selbstironischen Mockumentary Pauly Shore is Dead. Zuletzt trat er mit einer Comedyshow im amerikanischen Fernsehen auf, in der er unter anderem seine Sexsucht thematisierte.
Pauly Shore hatte Beziehungen mit Susanna Hoffs (The Bangles) (1989), der Pornodarstellerin Savannah (1991–1992) und mit Kylie Minogue (1997).

## Filmografie (Auswahl)
- 1987: 21 Jump Street – Tatort Klassenzimmer (21 Jump Street, Fernsehserie, 1 Folge)
- 1988: Maybe Baby – Am Anfang war der Klapperstorch (For Keeps)
- 1988: Endlich wieder 18 (18 Again!)
- 1989: Phantom of the Mall
- 1989: Eine schrecklich nette Familie (Married… with Children, Fernsehserie)
- 1990: Wedding Band
- 1992: Class Act
- 1992: Steinzeit Junior (Encino Man)
- 1993: Schwiegersohn Junior (Son in Law)
- 1994: In the Army now – Die Trottel der Kompanie (In the Army now)
- 1995: Chaos! Schwiegersohn Junior im Gerichtssaal (Jury Duty)
- 1996: Bud & Doyle: Total bio. Garantiert schädlich (Bio-Dome)
- 1997: Mehr Pech als Verstand (The Curse of Inferno)
- 2003: Pauly Shore is Dead
- 2005: My Big Fat Independent Movie
- 2009: Dr. Dolittle 5
- 2011: Bucky Larson: Born to be a Star
- 2015: Hawaii Five-0 (Fernsehserie, Folge 5x22: Hangover (Ho’amoano))
- 2016: Workaholics (Fernsehserie, Folge 6x01: Wolves of Rancho)
- 2020: Guest House
- 2021: How It Ends